# Gastroenterostomia
La gastroenterostomia è un intervento chirurgico con cui si crea un'anastomosi (abboccamento) fra stomaco e intestino tenue.

## Indicazioni
La gastroenterostomia è indicata per:
- Ulcera duodenale perforante

## Pre-intervento
Dopo esami radiografici viene inserito un sondino nasogastrico.

## Intervento
Utilizzato anche in combinazione con la gastrectomia l'operazione viene esaguita sotto anestesia totale, grazie alla nuova apertura il cibo passa dallo stomaco al digiuno.